# 1952年ヘルシンキオリンピックのフランス選手団
1952年ヘルシンキオリンピックのフランス選手団（1952ねんヘルシンキオリンピックのフランスせんしゅだん）は、1952年7月19日から8月3日にかけてフィンランドの首都ヘルシンキで開催された1952年ヘルシンキオリンピックのフランス選手団、およびその競技結果。

## 概要
今大会は金メダル6個、銀メダル6個、銅メダル6個の合計18個のメダルを獲得した。

## メダル
| メダル | 選手名                                                 | 競技   | 種目                 |
| ------ | ------------------------------------------------------ | ------ | -------------------- |
| 銀     | アラン・ミムン                                         | 陸上   | 男子5000m            |
| 銀     | アラン・ミムン                                         | 陸上   | 男子10000m           |
| 銅     | ジャック・アンクティル アルフレ・トヌロ クロード・ルエ | 自転車 | 男子団体ロードレース |